# San Giacomo Filippo
San Giacomo Filippo es una localidad y comune italiana de la provincia de Sondrio, región de Lombardía, con 472 habitantes.

## Evolución demográfica
| Gráfica de evolución demográfica de San Giacomo Filippo entre 1861 y 2001 |
|                                                                           |
| Fuente ISTAT - elaboración gráfica de Wikipedia                           |